# Oberboden
Oberboden je naselje v Občini Sokovo v Okraju Trg na Koroškem v Avstriji.